# Selecký potok (přírodní památka)
Selecký potok je přírodní památka v katastrálních územích obcí Selec a Trenčianske Stankovce v okrese Trenčín v Trenčínském kraji na Slovensku. Území bylo vyhlášeno v roce 1984 a jeho rozloha je 4,53 hektaru. Předmětem ochrany je zachovalý fragment podhorského potoka, jeho přítoků a bohaté břehové porosty.